# Bolxenapolovski
Bolxenapolovski (en rus: Большенаполовский) és un poble (un khútor) de l'óblast de Rostov, a Rússia, que en el cens del 2010 tenia 614 habitants, pertany al municipi de Verkhnetxirski.